# Женская сборная Японии по флорболу
Женская национальная сборная Японии по флорболу — представляет Японию на международных соревнованиях по флорболу. Управляющей организацией является Федерация флорбола Японии (англ. Japan Floorball Federation).

## Результаты выступлений

### Чемпионаты мира
| Год  | Победы                                            | Ничьи                                             | Поражения                                         | Место                                             |
| ---- | ------------------------------------------------- | ------------------------------------------------- | ------------------------------------------------- | ------------------------------------------------- |
| 1997 | 0                                                 | 0                                                 | 5                                                 | 10                                                |
| 1999 | 0                                                 | 3                                                 | 1                                                 | 11                                                |
| 2001 | 2                                                 | 0                                                 | 2                                                 | 13                                                |
| 2003 | 6                                                 | 0                                                 | 0                                                 | 9                                                 |
| 2005 | 0                                                 | 0                                                 | 4                                                 | 8                                                 |
| 2007 | 3                                                 | 0                                                 | 2                                                 | 16                                                |
| 2009 | 2                                                 | 0                                                 | 3                                                 | 17                                                |
| 2011 | 0                                                 | 0                                                 | 5                                                 | 16                                                |
| 2013 | 1                                                 | 0                                                 | 4                                                 | 15                                                |
| 2015 | 2                                                 | 0                                                 | 3                                                 | 15                                                |
| 2017 | 2                                                 | 0                                                 | 3                                                 | 14                                                |
| 2019 | 2                                                 | 0                                                 | 3                                                 | 13                                                |
| 2021 | получили квалификацию на ЧМ, но снялись с участия | получили квалификацию на ЧМ, но снялись с участия | получили квалификацию на ЧМ, но снялись с участия | получили квалификацию на ЧМ, но снялись с участия |

### Чемпионаты Европы
| Год  | Победы | Ничьи | Поражения | Место |
| ---- | ------ | ----- | --------- | ----- |
| 1995 | 0      | 0     | 5         | 10    |

Чемпионаты Европы 1994 и 1995 были открытыми, могли участвовать и не-европейские команды.

### Чемпионаты  Азии и Тихоокеанского региона
| Год  | Победы | Ничьи | Поражения | Место |
| ---- | ------ | ----- | --------- | ----- |
| 2004 | 3      | 0     | 1         | 1     |
| 2005 | 2      | 1     | 1         | 2     |
| 2009 | 4      | 0     | 0         | 1     |
| 2011 | 2      | 0     | 1         | 1     |

### Кубок Азии и Океании
| Год  | Победы | Ничьи | Поражения | Место |
| ---- | ------ | ----- | --------- | ----- |
| 2018 | 4      | 0     | 1         | 3     |